# چبیشین (استان پومرانیان غربی)
چبیسزین، وئیودشیپ مجارستان بزرگتر (به لاتین: Trzebiszyn, West Pomeranian Voivodeship) یک سکونتگاه مسکونی در لهستان است که در Gmina Tychowo واقع شده‌است.

## خصوصیات
چبیسزین ۱۰۰ نفر جمعیت دارد.